# Lautern (Lautertal)
Lautern ist ein Ortsteil der Gemeinde Lautertal (Odenwald) im hessischen Landkreis Bergstraße.

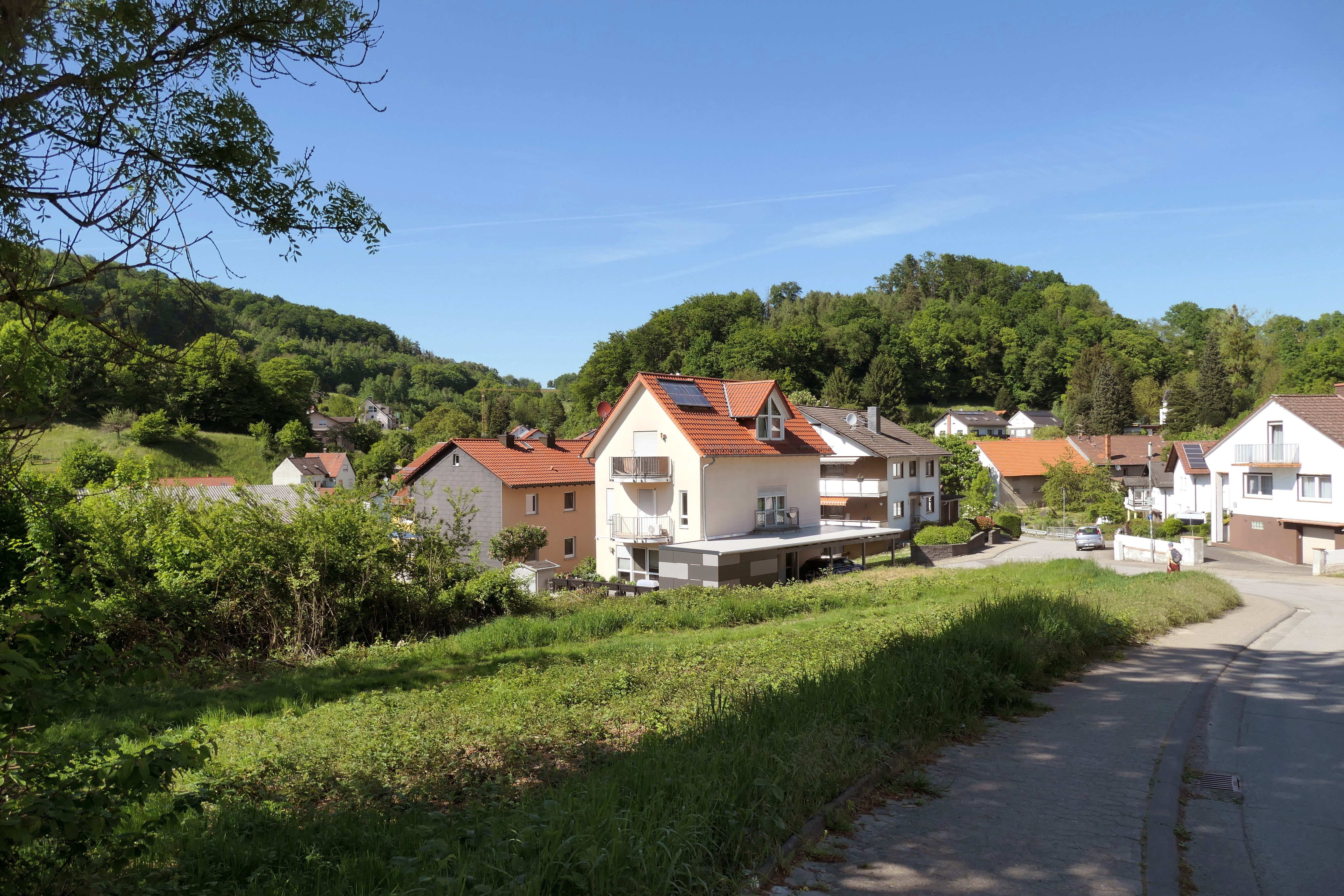
Hauptstraße am östlichen Ortseingang (2025)

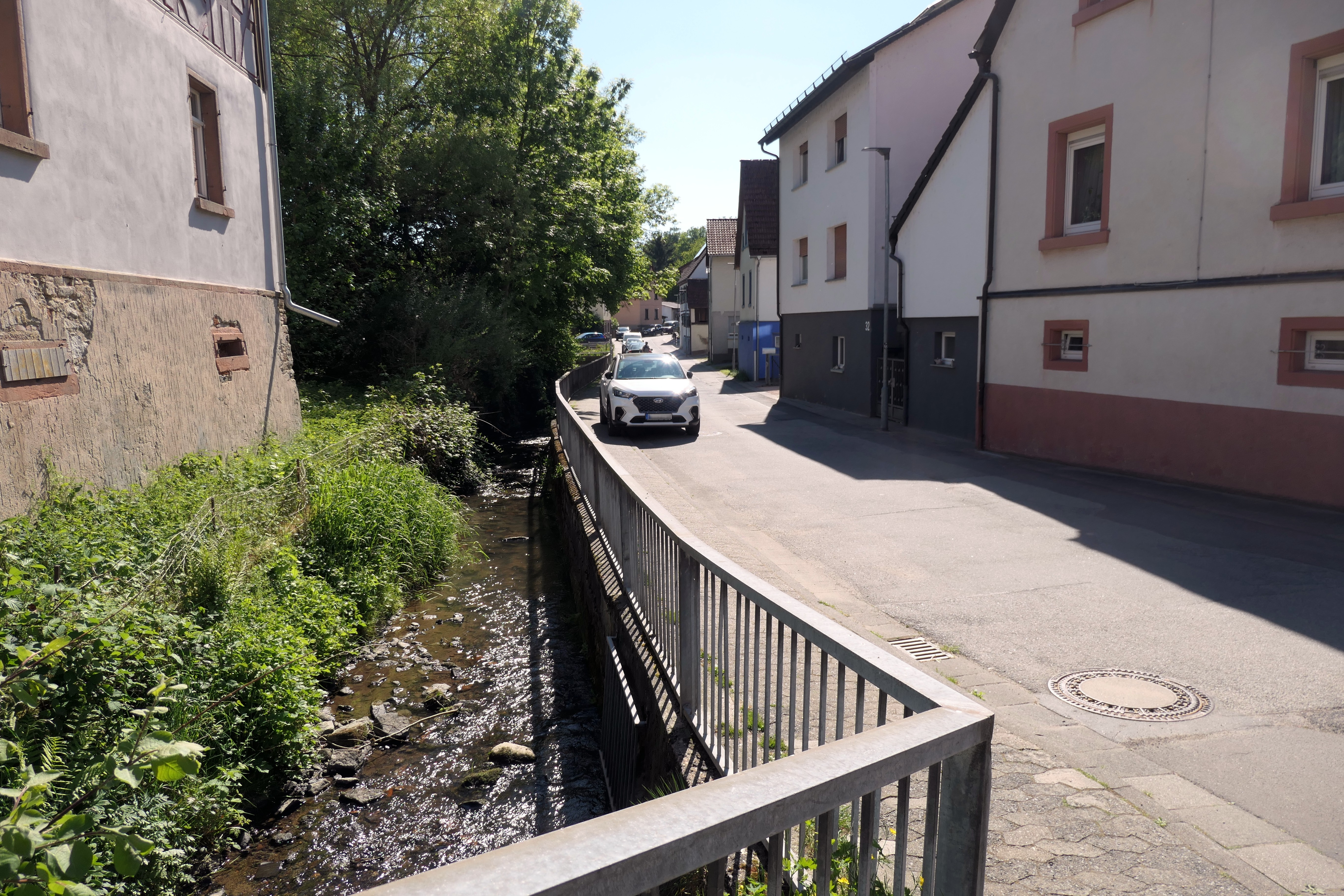
Hauptstraße Ecke Hohlweg, am Bach Lauter (2025)

## Geographie
Lautern liegt im Vorderen Odenwald in einem kleinen Talkessel der oberen Lauter und ca. einen Kilometer nordöstlich des Hauptortes Reichenbach und 8,5 km nordöstlich von Bensheim. Das Gebiet des Ortsteils besteht aus der Gemarkung Lautern mit einer Fläche von 164 Hektar, davon sind 43 Hektar Wald. In der Gemarkung liegt der Weiler Marienberg. Die Ortslage befindet sich auf 268 bis 328 m ü. NHN. Zum Ortsteil Lautern gehört neben dem auf der nördlichen Talseite gelegenen Alt-Lautern noch die Siedlung Marienberg südwestlich davon jenseits der Lauter und ein Gewerbegebiet, das sich an der Nibelungenstraße bis zur westlichen Gemarkungsgrenze erstreckt. Die höchste Erhebung in der Gemarkung ist der 408 Meter hohe bewaldete Knorz im Norden. Waldflächen befinden sich hauptsächlich am unteren Ausgang des Talkessels zwischen Lautern und Reichenbach im Bereich der Talenge.
Die nächstgelegenen Ortschaften sind im Südwesten Reichenbach, im Nordwesten Beedenkirchen, im Nordosten Brandau, im Osten Gadernheim und im Süden, etwas weiter entfernt, Knoden. Durch Lautern verläuft die Bundesstraße 47, die auch als Nibelungenstraße bekannt ist. Lauter liegt im Abschnitt Bensheim–Lindenfels.

## Geschichte

### Von den Anfängen bis zum 18. Jahrhundert
Die gesicherte schriftliche Ersterwähnung des Dorfes geht auf Eintragung im Zinsbuch des Kurpfälzer Oberamts Heidelberg im Jahr 1369 zurück. Zwar wurde schon 1012 in einer Übertragungsurkunde Kaiser Heinrichs II. an das Kloster Lorsch der Begriff Lûddera erwähnt (Lûddera an der Grenze des dem Kloster Lorsch verliehenen Wildbanns), doch es kann nicht genau differenziert werden, ob damit der Bach Lauter oder der Ort Lautern gemeint ist. In dieser Urkunde wurde dem Kloster der Forst- und Wildbann innerhalb der Mark Michelstadt und der Mark Heppenheim auf ewig verliehen, um die Besiedelung des vorderen Odenwaldes voranzutreiben.
Als Kaiser Friedrich II. 1232 die Reichsabtei Lorsch dem Erzbistum Mainz und dessen Bischof Siegfried III. zur Reform überstellte, befand sich das Gebiet des späteren Amtes Schönberg, wozu auch Lautern gehörte, bereits im Besitz der Kurpfalz. Im 14. Jahrhundert gehörte Lautern zur Thalzent des pfälzischen Amt Lindenfels, das dem Oberamt Heidelberg unterstand.
Das Dorf entstand als offenes Reihendorf bei getrennter doppelseitiger Tallage, wo 1488 eine Mühle von einer halben Hube erwähnt wurde, die in Erbleihe gegeben ist. Ein erster Hinweis auf die Größe Lauterns datiert ebenfalls aus dem Jahr 1488, als die Kurpfalz von 32 Huben in den Dörfern Gadernheim, Lautern und Reidelbach „Bede“, „Hubhafer“ und zwei Drittel des großen und kleinen Zehnten bezog. Außerdem übte die Kurpfalz damals in diesen Dörfern „Hauptrecht (Abgabe beim Tod an den Leibherrn), Herdrecht (Abgabe beim Tod an den Grundherrn), Frevel (Geldstrafe und Bußgeld) und Unfälle (Recht auf havarierte Ladung)“ aus. Die Hohe Gerichtsbarkeit über den Ort wurde durch die Zent Heppenheim ausgeübt, deren oberster Richter der 1267 erstmals erwähnte Burggraf auf der Starkenburg (über Heppenheim) war. Lautern gehörte damals mit Reidelbach zum pfälzischen Dorfgericht in Gadernheim.
In der Nachbarschaft von Lautern hatte sich inzwischen die Herrschaft Erbach etabliert, wie aus einer Urkunde von 1339 hervorgeht. Dort bewittumte der Schenk Konrad von Erbach seine Ehefrau Kunigunde, geb. von Brugge, mit Zustimmung seines Lehensherren, Pfalzgraf Rudolf II., mit einem Viertel der Burg Schönberg, zu der Gefälle in Schönberg, Elmshausen, Wilmshausen, Gronau, Zell und Reilenbach gehören. Die Herrschaft Erbach gehörte ab 1500 zum Fränkischen Reichskreis und die Schenken zu Erbach wurden 1532 in den Reichsgrafenstand erhoben.
Im Zuge der Bayrischen Fehde wurden im Jahr 1504 die Burg Schönberg und das ganze Tal der Lauter durch Truppen des Landgrafen Wilhelm II. von Hessen verwüstet. Der Landgraf führte als Vollzieher der gegen die Kurpfalz verhängten Reichsacht ein Feldzug gegen die Kurpfalz und deren Verbündete, zu denen auch die Schenken von Erbach zählten.
Im 16. Jahrhundert hielt die Reformation auch im Odenwald Einzug. Bis 1544 hatten die Schenken von Erbach für ihre Grafschaft das lutheranische Glaubensbekenntnis eingeführt, und auch die pfälzischen Herrscher sympathisierten offen mit dem lutherischen Glauben aber erst unter Ottheinrich, Kurfürst von 1556 bis 1559, erfolgte der offizielle Übergang zur lutherischen Lehre. Die Untertanen hatten ihren Herrschern damals auch in Glaubensfragen zu folgen. Kirchlich gehörte Lautern vor der Reformation zum Bensheimer Landkapitel und wurde nach der Reformation Teil des Kirchspiels Reichenbach.
Da es im Grenzgebiet zwischen der Kurpfalz und der Grafschaft Erbach mehrere Vorfälle durch die unübersichtliche Gebietszugehörigkeit gab, einigte sich am 4. Juni 1561 der Kurfürst Friedrich III. mit den Brüdern Georg, Eberhard und Valentin, Grafen von Erbach, über einen Gebietstausch. Dadurch kamen die zu Pfälzer Thalzent gehörigen Dörfer Lautern, Gadernheim und Reidelbach, sowie der pfälzische Anteil an Reichenbach an die Grafschaft Erbach und die erbachischen Dörfer Mittershausen, Mitlechtern, Scheuerberg, Schannenbach, Knoden, Breitenwiesen und Oberlaudenbach an die Pfalz. Dort bildeten sie die Neu-Zent des Amts Lindenfels. Die erbachischen Dörfer blieben aber weiter pfälzisches Lehen. Die erbachische Verwaltung und Niedere Gerichtsbarkeit erfolgte jetzt durch das Amt Schönberg, die Hoher Gerichtsbarkeit blieb hingegen bei der Zent Heppenheim.
Nach den Verwüstungen in der Bayrischen Fehde konnte sich das Amt Schönberg bis zum Dreißigjährigen Krieg, der 1618 begann, erholen. Besonders in den letzten Friedensjahren war eine rege Bautätigkeit in Schloss Schönberg und den Dörfern zu verzeichnen. Spätestens 1622 hatte aber auch das Amt Schönberg unter dem Krieg zu leiden, als ligistische Truppen das Amt mehrfach überfielen und ausplünderten. Mitte der 1630er Jahre folgte mit dem Schwedisch-Französischen Krieg das blutigste Kapitel des Dreißigjährigen Krieges. Aus der Region berichteten die Chronisten aus jener Zeit: „Pest und Hunger wüten im Land und dezimieren die Bevölkerung, sodass die Dörfer öfters völlig leer stehen“. Bei Kriegsende im Jahre 1648 war die Bevölkerung in der Region auf ein Viertel geschrumpft, etliche Dörfer waren über Jahre menschenleer. Nach kurzer Friedenszeit folgten die französischen Reunionskriege, die für die Region neue Heimsuchungen brachten. Im Herbst 1696 wurde im Pfälzischen Erbfolgekrieg das Schloss Schönberg überfallen. Erst mit dem Frieden von Rijswijk, 1697, zogen sich die Franzosen hinter den Rhein zurück.
Im Jahr 1717 kam es zur Teilung des Erbacher Grafenhauses und Schloss Schönberg wurde Sitz der jüngeren Linie Erbach-Schönberg unter Graf Georg August zu Erbach-Schönberg. Dieser erhielt die Ämter Schönberg und König und der Hälfte der Herrschaft Breuberg. Die Linie Erbach-Schönberg machte die Burg zu ihrem Wohnsitz, wodurch sie ihren heutigen Schlosscharakter erhielt.

### Vom 19. Jahrhundert bis heute
Am 9. Dezember 1803 wurde durch eine Ausführungsverordnung das Gerichtswesen in der Landgrafschaft Hessen-Darmstadt neu organisiert. Für das Fürstentum Starkenburg wurde das „Hofgericht Darmstadt“ als Gericht der zweiten Instanz eingerichtet. Die Rechtsprechung der ersten Instanz wurde durch die Ämter bzw. Standesherren vorgenommen. Damit hatten die Zente und die mit ihnen verbundenen Zentgerichte endgültig ihre Funktion eingebüßt. Am 14. August 1806 erhob Napoleon die Landgrafschaft Hessen-Darmstadt zum Großherzogtum. Mit der Rheinbundakte wurde die Grafschaft Erbach mediatisiert und zum größten Teil in das Großherzogtum Hessen eingegliedert; dazu gehörte auch das „Amt Schönberg“, das vorerst jedoch als standesherrschaftliches Amt erhalten blieb.
Der Wiener Kongress 1814/15 bestätigte die Zugehörigkeit der einstigen Grafschaft Erbach zum „Fürstentum Starkenburg“ des Großherzogtums Hessen. Daraufhin wurden 1816 im Großherzogtum Provinzen gebildet und dabei das vorher als „Fürstentum Starkenburg“ bezeichnete Gebiet in „Provinz Starkenburg“ umbenannt. 1821/22 wurden im Rahmen einer umfassenden Verwaltungsreform die Amtsvogteien in den Provinzen Starkenburg und Oberhessen des Großherzogtums aufgelöst und Landratsbezirke eingeführt, wobei 1822 das Amt Schönberg dem Landratsbezirk Lindenfels zugeteilt wurde. Im Rahmen dieser Reform wurden auch Landgerichte geschaffen, die unabhängig von der Verwaltung waren. Die Landgerichtsbezirke entsprachen in ihrem Umfang den Landratsbezirken und für den Landratsbezirk Lindenfels war das Landgericht Fürth als Gericht erster Instanz zuständig. Für das Amt Schönberg wurde die Niedere Gerichtsbarkeit im Namen der Standesherren durch den Landrat ausgeübt. Erst 1826 gingen alle Funktionen des ehemaligen standesherrschaftlichen Amts Schönberg an die Landesinstitutionen über. Diese Reform ordnete auch die Administrative Verwaltung auf Gemeindeebene. So war die Bürgermeisterei in Gadernheim auch für Lautern und Raidelbach zuständig. Entsprechend der Gemeindeverordnung vom 30. Juni 1821 gab es keine Einsetzungen von Schultheißen mehr, sondern einen gewählten Ortsvorstand, der sich aus Bürgermeister, Beigeordneten und Gemeinderat zusammensetzte.
Die Statistisch-topographisch-historische Beschreibung des Großherzogthums Hessen berichtet 1829 über Lautern:

„Lautern (L. Bez. Lindenfels) luth. Filialdorf; liegt an der Lauter (Winkelbach) 1 1⁄2 St. von Lindenfels und gehört dem Grafen von Erbach Schönberg. Man findet 29 Häuser und 208 Einw., die bis auf 2 Kath. und 1 Reform. lutherisch sind, nebst 3 Mahl- 2 Oel- und 1 Schneidemühle. – Der Ort kommt in dem Lorscher Güterverzeichniß als villa luttra, so wie bei der Grenzbestimmung des konigl. Bannforsts im Odenwald, 1012, unter dem Namen Luddera vor, kam 1561 durch Tausch von Churpfalz an Erbach und 1806 unter Hess. Hoheit.“

1832 wurden die Verwaltungseinheiten weiter vergrößert und es wurden Kreise geschaffen. Nach der am 20. August 1832 bekanntgegebenen Neugliederung sollte es in Süd-Starkenburg künftig nur noch die Kreise Bensheim und Lindenfels geben; der Landratsbezirk von Heppenheim sollte in den Kreis Bensheim fallen. Noch vor dem Inkrafttreten der Verordnung zum 15. Oktober 1832 wurde diese aber dahingehend revidiert, dass statt des Kreises Lindenfels neben dem Kreis Bensheim, der Kreis Heppenheim als zweiter Kreis gebildet wurde, zu dem jetzt Lautern gehörte. Mit der Grossherzoglichen Regierungsverordnung Nr. 37 vom 31. Dezember 1839 wurde mit Wirkung zum 15. Januar 1840 Lautern dem Kreis Bensheim zugeteilt.
Ab 1839 wurde die Nibelungenstraße von Bensheim ins Lautertal bis Lindenfels ausgebaut und damit ein wichtiger Betrag zur Verbesserung der Infrastruktur des vorderen Odenwaldes geschaffen. Eine weitere Verbesserung wurde 1846 durch die Eröffnung der Main-Neckar-Bahn erreicht, die Bensheim zunächst mit Langen, Darmstadt und Heppenheim verband und wenig später vollendet wurde.
Im Neuestes und gründlichstes alphabetisches Lexicon der sämmtlichen Ortschaften der deutschen Bundesstaaten von 1845 finden sich folgender Eintrag:

„Lautern bei Lindenfels. — Dorf, zur evangel. Pfarrei Reichenbach, resp. kathol. Pfarrei Lindenfels gehörig. — 29 H. 20S E. — Großherzogthum Hessen. — Provinz Starkenburg. — Kreis Bensheim. — Landgericht Zwingenberg. — Hofgericht Darmstadt. - Das Dorf Lautern, an der Lauter (Winkelbach) gelegen, gehört zu der Standesberrschaft des Grafen von Erbach-Schönberg und hat 3 Mahl-, 2 Oel-, u. 1 Schneidemühle.— Lautern, welches im J. 1012 unter dem Namen Luddera vorkommt, ist im J. 1561 durch Tausch von Churpfalz an Erbach und im J. 1806 an das Großherzogthum Hessen abgetreten worden.“

am 31. Juli 1848 wurden in den Provinzen die Kreise und die Landratsbezirke des Großherzogtums abgeschafft und durch „Regierungsbezirke“ ersetzt, wobei die bisherigen Kreise Bensheim und Heppenheim zum Regierungsbezirk Heppenheim vereinigt wurden. Bereits vier Jahre später, im Laufe der Reaktionsära, kehrte man aber zur Einteilung in Kreise zurück und Lautern wurde wieder Teil des Kreises Bensheim.
Die im Dezember 1852 aufgenommenen Bevölkerungs- und Katasterlisten ergaben für Lautern: Lutherisches Pfarrdorf mit 178 Einwohnern. Dazu gehört die Lamperts- oder Schallersmühle. Die Gemarkung bestand aus 656 Morgen, davon 341 Morgen Ackerland, 24 Morgen Wiesen, 9 Morgen Weiden und 53 Morgen Wald.
In den Statistiken des Großherzogtums Hessen werden, bezogen auf Dezember 1867, für das Pfarrdorf Lautern mit der Bürgermeisterei in Gadernheim, 27 Häuser, 181 Einwohnern, der Kreis Bensheim, das Landgericht Zwingenberg, die evangelische Pfarrei Reichenbach mit dem Dekanat in Lindenfels und die katholische Pfarrei Lindenfels des Dekanats Heppenheim, angegeben. Zur Gemarkung gehörten die Ultramarinfabrik (frühere Lamperts- oder Schallers-Mühle) (1 Haus, 10 Einw.). Das zuständige Steuerkommissariat war Zwingenberg der Destriktseinnehmerei Bensheim und Obereinnehmerei Bensheim. Die Dominalienverwaltung bestand aus dem Rentamt Lindenfels, dem Forstamt Jugenheim mit der Oberförsterei Ernsthofen.
Die hessischen Provinzen Starkenburg, Rheinhessen und Oberhessen wurden 1937 nach der 1936 erfolgten Auflösung der Provinzial- und Kreistage aufgehoben. Zum 1. November 1938 trat eine umfassende Gebietsreform auf Kreisebene in Kraft. In der ehemaligen Provinz Starkenburg war der Kreis Bensheim besonders betroffen, da er aufgelöst und zum größten Teil dem Kreis Heppenheim zugeschlagen wurde. Der Kreis Heppenheim übernahm auch die Rechtsnachfolge des Kreises Bensheim und erhielt den neuen Namen Landkreis Bergstraße.
Wie die Einwohnerzahlen von 1939 bis 1950 zeigen, nahm auch Lautern nach dem Ende des Zweiten Weltkriegs viele Flüchtlinge und Vertriebene aus den ehemaligen deutschen Ostgebieten auf.
Im Jahr 1961 wurde die Gemarkungsgröße mit 164 ha angegeben, davon waren 43 ha Wald.
Lautern gehörte im Zuge der Gebietsreform in Hessen zu den Gründungsgemeinden der Gemeinde Lautertal, in der sie zum 31. Dezember 1971 aufgung. Für den Ortsteil Lautern wurde ein Ortsbezirk nach der Hessischen Gemeindeordnung eingerichtet.
Im Jahr 1996 wurde die Ultramarinfabrik der Ciba Additive GmbH stillgelegt. Damit endete die 144-jährige Geschichte der chemischen Industrie in Lautern.

### Verwaltungsgeschichte im Überblick
Die folgende Liste zeigt die Staaten und Verwaltungseinheiten, denen Lautern angehört(e):
- vor 1561: Heiliges Römisches Reich, Kurpfalz, Amt Lindenfels, Thal-Zent
- ab 1561: Heiliges Römisches Reich, Grafschaft Erbach,[Anm. 2] Amt Schönberg
- ab 1717: Heiliges Römisches Reich, Grafschaft Erbach-Schönberg (Anteil an der Grafschaft Erbach), Amt Schönberg
- ab 1806: Großherzogtum Hessen (Souveränitätslande),[Anm. 3] Fürstentum Starkenburg, Amt Schönberg (zur Standesherrschaft Erbach gehörig)
- ab 1815: Großherzogtum Hessen[Anm. 4] (Souveränitätslande), Provinz Starkenburg, Amt Schönberg (zur Standesherrschaft Erbach gehörig)
- ab 1821: Großherzogtum Hessen, Provinz Starkenburg, Landratsbezirk Lindenfels[Anm. 5]
- ab 1832: Großherzogtum Hessen, Provinz Starkenburg, Kreis Heppenheim
- ab 1840: Großherzogtum Hessen, Provinz Starkenburg, Kreis Bensheim
- ab 1848: Großherzogtum Hessen, Regierungsbezirk Heppenheim
- ab 1852: Großherzogtum Hessen, Provinz Starkenburg, Kreis Bensheim
- ab 1871: Deutsches Reich,[Anm. 6] Großherzogtum Hessen, Provinz Starkenburg, Kreis Bensheim
- ab 1918: Deutsches Reich, Volksstaat Hessen,[Anm. 7] Provinz Starkenburg, Kreis Bensheim
- ab 1938: Deutsches Reich, Volksstaat Hessen, Landkreis Bergstraße[27][Anm. 8]
- ab 1945: Amerikanische Besatzungszone,[Anm. 9] Groß-Hessen, Regierungsbezirk Darmstadt, Landkreis Bergstraße
- ab 1946: Amerikanische Besatzungszone, Land Hessen, Regierungsbezirk Darmstadt, Landkreis Bergstraße
- ab 1949: Bundesrepublik Deutschland, Land Hessen, Regierungsbezirk Darmstadt, Landkreis Bergstraße
- ab 1972: Bundesrepublik Deutschland, Land Hessen, Regierungsbezirk Darmstadt, Landkreis Bergstraße, Gemeinde Lautertal[Anm. 10]

### Gerichte im Großherzogtum Hessen
Die erstinstanzliche Gerichtsbarkeit lag während der Zugehörigkeit zum Großherzogtum bis 1822 beim standesherrlichen Amt Schönberg. 1822 kam es zu einer Übereinkunft zwischen dem Großherzogtum und dem Grafen von Erbach-Schönberg. Die Aufgaben der Verwaltung und der Rechtsprechung wurden getrennt. Die Verwaltung kam zum Landratsbezirk Lindenfels, für die Rechtsprechung wurde das Landgericht Schönberg eingerichtet. Diese relativ kleine Einheit hatte aber nur kurz Bestand und wurde 1826 dem Bezirk des Landgerichts Fürth zugewiesen. Bereits 1839 wechselte die Zuständigkeit für Lautern erneut: Gerichtlich kam es zum Landgericht Zwingenberg, verwaltungsseitig zum Kreis Bensheim.
Anlässlich der Einführung des Gerichtsverfassungsgesetzes mit Wirkung vom 1. Oktober 1879 wurden die bisherigen großherzoglich hessischen Landgerichte durch Amtsgerichte an gleicher Stelle ersetzt, während die neu geschaffenen Landgerichte als Obergerichte fungierten. Dadurch kam es zur Umbenennung in Amtsgericht Zwingenberg und Zuteilung zum Bezirk des Landgerichts Darmstadt.
Am 1. Mai 1902 wurde das Amtsgericht Bensheim neu errichtet und die Orte Bensheim, Elmshausen, Gadernheim, Gronau, Lautern, Raidelbach, Reichenbach, Schönberg, Wilmshausen und Zell bildeten den neuen Gerichtsbezirk.

## Bevölkerung

### Einwohnerstruktur 2011
Nach den Erhebungen des Zensus 2011 lebten am Stichtag dem 9. Mai 2011 in Lautern 660 Einwohner. Darunter waren 39 (5,9 %) Ausländer. Nach dem Lebensalter waren 111 Einwohner unter 18 Jahren, 264 zwischen 18 und 49, 159 zwischen 50 und 64 und 126 Einwohner waren älter. Die Einwohner lebten in 373 Haushalten. Davon waren 72 Singlehaushalte, 61 Paare ohne Kinder und 90 Paare mit Kindern, sowie 18 Alleinerziehende und 9 Wohngemeinschaften. In 54 Haushalten lebten ausschließlich Senioren und in 177 Haushaltungen lebten keine Senioren.

### Einwohnerentwicklung
| Lautern: Einwohnerzahlen von 1829 bis 2022 | Lautern: Einwohnerzahlen von 1829 bis 2022 | Lautern: Einwohnerzahlen von 1829 bis 2022 | Lautern: Einwohnerzahlen von 1829 bis 2022 | Lautern: Einwohnerzahlen von 1829 bis 2022 |
| --- | ------------------------------------------ | ------------------------------------------ | ------------------------------------------ | ------------------------------------------ |
| Jahr |                                            |                                            |                                            | Einwohner                                  |
| 1829 | 1829                                       |                                            | 208                                        | 208                                        |
| 1834 | 1834                                       |                                            | 191                                        | 191                                        |
| 1840 | 1840                                       |                                            | 194                                        | 194                                        |
| 1846 | 1846                                       |                                            | 202                                        | 202                                        |
| 1852 | 1852                                       |                                            | 178                                        | 178                                        |
| 1858 | 1858                                       |                                            | 188                                        | 188                                        |
| 1864 | 1864                                       |                                            | 197                                        | 197                                        |
| 1871 | 1871                                       |                                            | 211                                        | 211                                        |
| 1875 | 1875                                       |                                            | 246                                        | 246                                        |
| 1885 | 1885                                       |                                            | 254                                        | 254                                        |
| 1895 | 1895                                       |                                            | 271                                        | 271                                        |
| 1905 | 1905                                       |                                            | 335                                        | 335                                        |
| 1910 | 1910                                       |                                            | 339                                        | 339                                        |
| 1925 | 1925                                       |                                            | 303                                        | 303                                        |
| 1939 | 1939                                       |                                            | 288                                        | 288                                        |
| 1946 | 1946                                       |                                            | 438                                        | 438                                        |
| 1950 | 1950                                       |                                            | 466                                        | 466                                        |
| 1956 | 1956                                       |                                            | 444                                        | 444                                        |
| 1961 | 1961                                       |                                            | 474                                        | 474                                        |
| 1967 | 1967                                       |                                            | 610                                        | 610                                        |
| 1970 | 1970                                       |                                            | 639                                        | 639                                        |
| 1980 | 1980                                       |                                            | ?                                          | ?                                          |
| 1990 | 1990                                       |                                            | ?                                          | ?                                          |
| 2000 | 2000                                       |                                            | ?                                          | ?                                          |
| 2011 | 2011                                       |                                            | 660                                        | 660                                        |
| 2013 | 2013                                       |                                            | 745                                        | 745                                        |
| 2022 | 2022                                       |                                            | 669                                        | 669                                        |
| Datenquelle: Historisches Gemeindeverzeichnis für Hessen: Die Bevölkerung der Gemeinden 1834 bis 1967. Wiesbaden: Hessisches Statistisches Landesamt, 1968. Weitere Quellen: LAGIS; Zensus 2011; Gemeinde Lautertal |                                            |                                            |                                            |                                            |

### Historische Religionszugehörigkeit
| • 1829: | 205 evangelisch-lutherische (= 98,56 %), ein evangelisch-reformierter (= 0,48 %), zwei katholische (= 0,96 %) Einwohner |
| • 1961: | 391 evangelische (= 82,49 %), 79 katholische (= 16,67 %) Einwohner                                                      |

## Politik
Ortsbeirat
Für Lautern besteht ein Ortsbezirk (Gebiete der ehemaligen Gemeinde Lautern  mit Ortsbeirat und Ortsvorsteher nach Maßgabe der §§ 81 und 82 HGO und des Kommunalwahlgesetzes in der jeweils gültigen Fassung). Der Ortsbeirat besteht aus fünf Mitgliedern. Bei den Kommunalwahlen in Hessen 2021 betrug die Wahlbeteiligung zum Ortsbeirat Gadernheim 53,69 %. Es wurden gewählt: drei Mitglied der SPD und zwei Mitglieder der CDU. Der Ortsbeirat wählte Christiane Stechmann (SPD) zur Ortsvorsteherin.

## Verkehr
Durch das Tal der Lauter und damit durch Lautern verläuft die als Nibelungenstraße bekannte Bundesstraße 47. Sie führt von Worms und Bensheim im Westen nach Lindenfels und Michelstadt im Osten.